# Tingvollfjord
Tingvollfjord is een fjord in de gemeentes Tingvoll, Nesset, Sunndal en Gjemnes in de Noorse provincie Møre og Romsdal. De fjord, met een lengte van 52 kilometer, begint bij het eiland Bergsøya en eindigt bij het dorp Sunndalsøra. Langs de fjord liggen onder andere Torvikbukt en Rausand. Het middelste gedeelte van de fjord ligt in de gemeente Sunndal en draagt de naam Sunndalsfjord. Dit gedeelte van de fjord heeft een lengte van 17 kilometer. De Tingvollfjord grenst aan de Batnfjord.